# Distretto di Sanok
Il distretto di Sanok (in polacco powiat sanocki) è un distretto polacco appartenente al voivodato della Precarpazia.

## Geografia antropica

### Suddivisioni amministrative
Il distretto comprende 8 comuni.
- Comuni urbani: Sanok
- Comuni urbano-rurali: Zagórz
- Comuni rurali: Besko, Bukowsko, Komańcza, Sanok, Tyrawa Wołoska, Zarszyn